# Cheddaru
Cheddaru eller tidigare mtvU är en MTV-kanal som riktar sig till mer än 750 college i USA. Kanalen hette tidigare College Television Network (CTN).
Kanalen delar varje år ut priser på en gala som heter Woodie Awards.